# Гоголь, Николай Васильевич
Никола́й Васи́льевич Го́голь (при рождении Яно́вский, с 1821 года — Го́голь-Яно́вский; с 1822 года — Го́голь; 20 марта [1 апреля] 1809, Сорочинцы, Миргородский уезд, Полтавская губерния — 21 февраля [4 марта] 1852, Москва) — прозаик, драматург, критик, публицист, писавший на русском языке. Классик русской литературы, принадлежащий к русской и украинской культурам.
Происходил из старинного украинского дворянского рода Гоголей-Яновских. Ранние произведения Гоголя, такие как «Вечера на хуторе близ Диканьки», были написаны под влиянием его казацкого украинского происхождения, а также украинской культуры и фольклора.
По мнению Виссариона Белинского и Николая Чернышевского, Гоголь стал основателем литературного направления — основного этапа «натуральной школы» 1840-х годов; современные исследователи считают, что он оказал большое влияние на русскую и мировую литературу. Влияние Гоголя на своё творчество признавали Михаил Булгаков, Фёдор Достоевский, Рюноскэ Акутагава, Фланнери О’Коннор, Бранислав Нушич, Франц Кафка и многие другие.

## Биография

### Детство и юность
Николай Васильевич Яновский родился 20 марта (1 апреля) 1809 года в селе Сорочинцы Сорочинской волости (укр. Сорочинська волость) Миргородского уезда Полтавской губернии Малороссийского генерал-губернаторства, ныне село Великие Сорочинцы — административный центр Великосорочинской сельской общины (укр. Великосорочинська сільська громада) Миргородского района Полтавской области Украины. Был крещён 22 марта (3 апреля)  1809 года в Спасо-Преображенской церкви, Николаем его назвали в честь Святителя Николая. Согласно семейному преданию, он происходил из старинного казацкого рода и предположительно был потомком Остапа Гоголя — гетмана Правобережного Войска Запорожского Речи Посполитой. Некоторые из его предков приставали и к шляхетству, и ещё дед Гоголя, Афанасий Демьянович Гоголь-Яновский (1738—1805), писал в официальной бумаге, что «его предки, фамилией Гоголь, польской нации», хотя большинство биографов склонно считать, что он всё же был малороссом. Ряд исследователей, чьё мнение сформулировал В. В. Вересаев, считают, что происхождение от Остапа Гоголя могло быть сфальсифицировано Афанасием Демьяновичем для получения им дворянства, так как священническая родословная была непреодолимым препятствием для вступления в дворянское достоинство.
| Родословная Яновских                                                  | Родословная Яновских                                                  | Родословная Яновских                                                  | Родословная Яновских                                                  | Родословная Яновских             | Родословная Яновских             | Родословная Яновских             | Родословная Яновских             |
| --------------------------------------------------------------------- | --------------------------------------------------------------------- | --------------------------------------------------------------------- | --------------------------------------------------------------------- | -------------------------------- | -------------------------------- | -------------------------------- | -------------------------------- |
| Ян (Иван) Яковлевич (отец Иоанн), род. ок. 1670 г., ум. после 1723 г. | Ян (Иван) Яковлевич (отец Иоанн), род. ок. 1670 г., ум. после 1723 г. | Ян (Иван) Яковлевич (отец Иоанн), род. ок. 1670 г., ум. после 1723 г. | Ян (Иван) Яковлевич (отец Иоанн), род. ок. 1670 г., ум. после 1723 г. | Фёдор Яковлевич                  | Фёдор Яковлевич                  | Фёдор Яковлевич                  | Фёдор Яковлевич                  |
| Демьян Иванович (отец Дамиан)                                         | Демьян Иванович (отец Дамиан)                                         | Демьян Иванович (отец Дамиан)                                         | Демьян Иванович (отец Дамиан)                                         | Пётр Фёдорович                   | Пётр Фёдорович                   | Пётр Фёдорович                   | Пётр Фёдорович                   |
| Афанасий Демьянович (1738—1805)                                       | Афанасий Демьянович (1738—1805)                                       | Кирилл Демьянович (ум. в 1797 г.)                                     | Кирилл Демьянович (ум. в 1797 г.)                                     | Иван Петрович (род. ок. 1740 г.) | Иван Петрович (род. ок. 1740 г.) | Иван Петрович (род. ок. 1740 г.) | Иван Петрович (род. ок. 1740 г.) |
| Василий Афанасьевич (1777—1825)                                       | Василий Афанасьевич (1777—1825)                                       | Меркурий Кириллович                                                   | Савва Кириллович                                                      | Василий Иванович                 | Николай Иванович (род. 1781 г.)  |                                  |                                  |
| Николай Васильевич (1809—1852)                                        | Николай Васильевич (1809—1852)                                        | Степан Меркурьевич                                                    | Владимир Саввич                                                       |                                  |                                  |                                  |                                  |

Прапрадед Ян (Иван) Яковлевич, воспитанник Киевской духовной академии, «вышедши в российскую сторону», поселился в Полтавском крае, и от него пошло прозвание «Яновских» (по другой версии они были Яновскими, так как жили в местности Янове). Получив дворянскую грамоту в 1792 году, Афанасий Демьянович сменил фамилию «Яновский» на «Гоголь-Яновский». Согласно церковной метрике, будущий писатель при рождении всё-таки был назван Николаем Яновским. По прошению его отца Василия Афанасьевича в 1820 году Николай Яновский был признан дворянином, а в 1821 году за ним была закреплена фамилия Гоголь-Яновский. По-видимому, Николай Васильевич не знал о настоящем происхождении фамилии и впоследствии отбросил её вторую часть «Яновский», говоря, что её поляки выдумали, оставив себе только первую — «Гоголь». Отец писателя, родившийся в родовом имении Яновщина (ныне Гоголево), Василий Афанасьевич Гоголь-Яновский (1777—1825), умер, когда сыну было 16 лет. Полагают, что сценическая деятельность отца, который был замечательным рассказчиком и писал пьесы для домашнего театра, определила интересы будущего писателя — у Гоголя рано проявился интерес к театру.
Мать Гоголя, Мария Ивановна (1791—1868), рожд. Косяровская, была выдана замуж в возрасте четырнадцати лет в 1805 году. По отзывам современников, она была исключительно хороша собой. Жених был вдвое старше её.
Семье писателя принадлежало четыре сотни крепостных душ.
Помимо Николая в семье было ещё одиннадцать детей. Всего было шесть мальчиков и шесть девочек. Первые два мальчика родились мёртвыми. Николай был третьим ребёнком. Четвёртым сыном был рано умерший Иван (1810—1819). Затем родилась дочь Мария (1811—1844). Все средние дети также умерли в младенчестве. Последними родились дочери Анна (1821—1893), Елизавета (в замужестве Быкова) (1823—1864) и Ольга (1825—1907).
Жизнь в деревне до школы и после, в каникулы, шла в полнейшей обстановке малороссийского быта, как панского, так и крестьянского. Впоследствии эти впечатления легли в основу малороссийских повестей Гоголя, послужили причиной его исторических и этнографических интересов; позднее из Петербурга Гоголь постоянно обращался к матери, когда ему требовались новые бытовые подробности для его повестей. Влиянию матери приписывают задатки той религиозности и того мистицизма, которые к концу жизни овладели всем существом Гоголя.
В возрасте десяти лет Гоголя отвезли в Полтаву к одному из местных учителей, для подготовки к обучению в местной гимназии; затем он поступил в Гимназию высших наук в Нежине (с мая 1821 по июнь 1828). Гоголь не был прилежным учеником, но обладал прекрасной памятью, за несколько дней готовился к экзаменам и переходил из класса в класс; он был очень слаб в языках и делал успехи только в рисовании и русской словесности.
В плохом обучении была, по-видимому, отчасти виновата и сама гимназия высших наук, в первые годы своего существования не слишком хорошо организованная; например, история преподавалась методом зубрёжки, преподаватель словесности Никольский превозносил значение русской литературы XVIII века и не одобрял современной ему поэзии Пушкина и Жуковского, что, впрочем, лишь усиливало интерес гимназистов к романтической литературе. Уроки нравственного воспитания дополнялись розгой. Доставалось и Гоголю.
Недостатки школы восполнялись самообразованием в кружке товарищей, где нашлись люди, разделявшие с Гоголем литературные интересы (Герасим Высоцкий, по-видимому, имевший тогда на него немалое влияние; Александр Данилевский, оставшийся его другом на всю жизнь, как и Николай Прокопович; Нестор Кукольник, с которым, впрочем, Гоголь никогда не сходился).
Товарищи выписывали в складчину журналы; затеяли свой рукописный журнал, где Гоголь много писал в стихах. В то время он писал элегические стихотворения, трагедии, историческую поэму и повесть, а также сатиру «Нечто о Нежине, или Дуракам закон не писан». С литературными интересами развилась и любовь к театру, где Гоголь, уже тогда отличавшийся необычным комизмом, был самым ревностным участником (ещё со второго года пребывания в Нежине). Юношеские опыты Гоголя складывались в стиле романтической риторики — не во вкусе Пушкина, которым Гоголь уже тогда восхищался, а скорее во вкусе Бестужева-Марлинского.
Смерть отца в 1825 году была тяжёлым ударом для всей семьи. Похоронили его в родной Яновщине. Заботы о делах ложатся теперь и на Гоголя; он даёт советы, успокаивает мать, должен думать о будущем устройстве своих собственных дел. Мать боготворит своего сына Николая, считает его гениальным, она отдаёт ему последнее из своих скудных средств для обеспечения его нежинской, а впоследствии петербургской жизни. Николай также всю жизнь платил ей горячей сыновней любовью, однако полного понимания и доверительных отношений между ними не существовало. Позднее он откажется от своей доли в общем семейном наследстве в пользу сестёр, чтобы целиком посвятить себя литературе.

К концу пребывания в гимназии он мечтает о широкой общественной деятельности, которая, однако, видится ему вовсе не на литературном поприще; без сомнения под влиянием всего окружающего, он думает выдвинуться и приносить пользу обществу на службе, к которой на деле он был не способен. Таким образом, планы будущего были неясны; но Гоголь был уверен, что ему предстоит широкое поприще; он говорит уже об указаниях провидения и не может удовлетвориться тем, чем довольствуются простые обыватели, по его выражению, какими было большинство его нежинских товарищей.

### Санкт-Петербург
В декабре 1828 года Гоголь переехал в Санкт-Петербург. Здесь впервые ждало его жестокое разочарование: скромные средства оказались в большом городе совершенно недостаточными, а блестящие надежды не осуществлялись так скоро, как он ожидал. Его письма домой того времени смешаны из этого разочарования и туманного упования на лучшее будущее. В запасе у него были сила характера и практическая предприимчивость: он пробовал поступить на сцену, стать чиновником, отдаться литературе.
Несмотря на его многочисленные попытки, в актёры его так и не приняли.
В конце 1829 года Гоголь поступил на службу писцом 1-го стола 2-го отделения департамента уделов Министерства уделов и вскоре становится помощником столоначальника, при этом был пожалован самым младшим чином по табели о рангах: коллежского регистратора; прослужил полтора года. Чиновником он был плохим. Служба его была настолько бессодержательна и монотонна, что стала ему невыносима. Тем не менее из своего опыта службы Гоголь почерпнул материал для своих петербургских повестей.
Литературное поприще стало единственной возможностью его самовыражения. В Петербурге он первое время держался общества земляков, состоявшего отчасти из прежних товарищей. Он нашёл, что Малороссия возбуждает живой интерес в петербургском обществе; испытанные неудачи обратили его поэтические мечтания к родному краю, и отсюда возникли первые планы труда, который должен был дать исход потребности художественного творчества, а также принести и практическую пользу: это были планы «Вечеров на хуторе близ Диканьки».
Но до этого он издал под псевдонимом В. Алов романтическую идиллию «Ганц Кюхельгартен» (1829), которая была написана ещё в Нежине (он сам пометил её 1827 годом) и герою которой приданы те идеальные мечты и стремления, какими он был исполнен в последние годы нежинской жизни. Вскоре по выходе книжки в свет он сам уничтожил её тираж, когда критика отнеслась неблагосклонно к его произведению.
В беспокойном искании жизненного дела Гоголь в это время отправился за границу, морем в Любек, но через месяц вернулся опять в Петербург (сентябрь 1829) — и после объяснял свой поступок тем, что Бог указал ему путь в чужую землю, или ссылался на безнадёжную любовь. В действительности он бежал от самого себя, от разлада своих высоких, а также высокомерных мечтаний с практическою жизнью. «Его тянуло в какую-то фантастическую страну счастья и разумного производительного труда», — говорит его биограф; такой страной представлялась ему Америка. На деле вместо Америки он попал на службу в III Отделение благодаря протекции Фаддея Булгарина. Впрочем, пребывание его там было непродолжительным. Впереди его ждала служба в департаменте уделов (апрель 1830), где он оставался до 1832 года. В 1830 году завязываются первые литературные знакомства: Орест Сомов, барон Дельвиг, Пётр Плетнёв. В 1831 году происходит сближение с кругом В. А. Жуковского и А. С. Пушкина, что оказало решительное влияние на его дальнейшую судьбу и на его литературную деятельность.
Неудача с «Ганцем Кюхельгартеном» была ощутимым указанием на необходимость другого литературного пути; но ещё раньше, с первых месяцев 1829 года, Гоголь осаждает мать просьбами о присылке ему сведений об малорусских обычаях, преданиях, костюмах, а также о присылке «записок, ведённых предками какой-нибудь старинной фамилии, рукописей стародавних» и пр. Всё это был материал для будущих рассказов из малорусского быта и преданий, которые стали началом его литературной славы. Он уже́ принимал некоторое участие в изданиях того времени: в начале 1830 года в «Отечественных записках» Свиньина был напечатан (с правками редакции) «Вечер накануне Ивана Купала»; в то же время (1829) были начаты или написаны «Сорочинская ярмарка» и «Майская ночь».
Другие сочинения Гоголь печатал тогда в изданиях барона Дельвига «Литературная газета» и «Северные цветы», где была помещена глава из исторического романа «Гетьман». Быть может, Дельвиг рекомендовал его Жуковскому, который принял Гоголя с большим радушием: по-видимому, между ними с первого раза сказалось взаимное сочувствие людей, родственных по любви к искусству, по религиозности, склонной к мистицизму, — после они сблизились очень тесно.
Жуковский сдал молодого человека на руки Плетнёву с просьбой его пристроить, и действительно, в феврале 1831 года Плетнёв рекомендовал Гоголя на должность учителя в Патриотическом институте, где сам был инспектором. Узнав ближе Гоголя, Плетнёв ждал случая «подвести его под благословение Пушкина»: это случилось в мае того же года. Вступление Гоголя в этот круг, вскоре оценивший в нём великий зарождающийся талант, оказало на судьбу Гоголя огромное влияние. Перед ним открывалась, наконец, перспектива широкой деятельности, о которой он мечтал, — но на поприще не служебном, а литературном.
В материальном отношении Гоголю могло помочь то, что кроме места в институте Плетнёв предоставил ему возможность вести частные занятия у Лонгиновых, Балабиных, Васильчиковых; но главное было в нравственном влиянии, которое оказывала на Гоголя эта новая для него среда. В 1834 году его назначили на должность адъюнкта по кафедре истории в Петербургском университете. Он вошёл в круг лиц, стоявших во главе русской художественной литературы: его давние поэтические стремления могли развиваться во всей широте, инстинктивное понимание искусства могло стать глубоким сознанием; личность Пушкина произвела на него чрезвычайное впечатление и навсегда осталась для него предметом поклонения. Служение искусству становилось для него высоким и строгим нравственным долгом, требования которого он старался исполнять свято.
Отсюда, между прочим, и его медлительная манера работы, долгое определение и выработка плана и всех подробностей. Общество людей с широким литературным образованием вообще было полезно для юноши со скудными познаниями, вынесенными из школы: его наблюдательность становится глубже, и с каждым новым произведением его творческий уровень достигает новых высот. У Жуковского Гоголь встречал избранный круг, частью литературный, частью аристократический; в последнем у него вскоре завязались отношения, сыгравшие в будущем немалую роль в его жизни, например, с Виельгорскими; у Балабиных он встретился с блестящей фрейлиной Александрой Росетти (впоследствии Смирновой). Горизонт его жизненных наблюдений расширялся, давнишние стремления получали почву, и высокое понятие Гоголя о своём предназначении становилось предельным самомнением: с одной стороны, его настроение становилось возвышенно идеалистичным, с другой, возникли и предпосылки для религиозных исканий, какими отмечены последние годы его жизни.
Эта пора была самою деятельной эпохой его творчества. После небольших трудов, выше частью названных, его первым крупным литературным делом, положившим начало его славе, были «Вечера на хуторе близ Диканьки. Повести, изданные пасичником Рудым Паньком», вышедшие в Петербурге в 1831 и 1832 годах, двумя частями (в первой были помещены «Сорочинская ярмарка», «Вечер накануне Ивана Купала», «Майская ночь, или утопленница», «Пропавшая грамота»; во второй — «Ночь перед Рождеством», «Страшная месть, старинная быль», «Иван Фёдорович Шпонька и его тётушка», «Заколдованное место»).
Эти рассказы, изображавшие невиданным прежде образом картины украинского быта, блиставшие весёлостью и тонким юмором, произвели большое впечатление на Пушкина. Следующими сборниками были сначала «Арабески», потом «Миргород», оба вышедшие в 1835 году и составленные частично из статей, опубликованных в 1830—1834 годах, а частично из новых произведений, публиковавшихся впервые. Вот когда литературная слава Гоголя стала бесспорной.
Он вырос в глазах и его ближайшего круга, и вообще молодого литературного поколения. Тем временем в личной жизни Гоголя происходили события, различным образом влиявшие на внутренний склад его мыслей и фантазий и на его внешние дела. В 1832 году он впервые был на родине после окончания курса в Нежине. Путь лежал через Москву, где он познакомился с людьми, которые стали потом его более или менее близкими друзьями: с Михаилом Погодиным, Михаилом Максимовичем, Михаилом Щепкиным, Сергеем Аксаковым.
Пребывание дома сначала окружало его впечатлениями родной любимой обстановки, воспоминаниями прошлого, но затем и тяжёлыми разочарованиями. Домашние дела были расстроены; сам Гоголь уже не был восторженным юношей, каким оставил родину: жизненный опыт научил его вглядываться глубже в действительность и за её внешней оболочкой видеть её часто печальную, даже трагическую основу. Вскоре его «Вечера» стали казаться ему поверхностным юношеским опытом, плодом той «молодости, во время которой не приходят на ум никакие вопросы».
Украинская жизнь и в это время доставляла материал для его фантазии, но настроение было иное: в повестях «Миргорода» постоянно звучит эта грустная нота, доходящая до высокого пафоса. Вернувшись в Петербург, Гоголь усиленно работал над своими произведениями: это была вообще самая активная пора его творческой деятельности; он продолжал, вместе с тем, строить жизненные планы.
С конца 1833 года он увлёкся мыслью столь же несбыточной, сколь несбыточными были его прежние планы относительно службы: ему казалось, что он может выступить на учёном поприще. В то время готовилось открытие Киевского университета, и он мечтал занять там кафедру истории, которую преподавал девицам в Патриотическом институте. В Киев приглашали Максимовича; Гоголь мечтал приступить к занятиям в Киеве вместе с ним, желал зазвать туда и Погодина; в Киеве его воображению представлялись русские Афины, где сам он думал написать нечто небывалое по всеобщей истории.
Однако оказалось, что кафедра истории была отдана другому лицу; но зато вскоре, благодаря влиянию его высоких литературных друзей, ему предложена была такая же кафедра в Петербургском университете. Он действительно занял эту кафедру; несколько раз ему удалось прочесть эффектную лекцию, но затем задача оказалась ему не по силам, и он сам отказался от профессуры в 1835 году. В 1834 году он написал несколько статей по истории западного и восточного средневековья.
В 1832 году его работа несколько приостановилась из-за домашних и личных хлопот. Но уже в 1833 году он снова усиленно работает, и результатом этих годов были два упомянутые сборника. Сначала вышли «Арабески» (две части, СПб., 1835), где было помещено несколько статей популярно-научного содержания по истории и искусству («Скульптура, живопись и музыка»; «Несколько слов о Пушкине»; «Об архитектуре»; «О преподавании всеобщей истории»; «Взгляд на составление Малороссии»; «О малороссийских песнях» и пр.), но вместе с тем и новые повести «Портрет», «Невский проспект» и «Записки сумасшедшего».
Потом в том же году вышел «Миргород» — повести, служащие продолжением «Вечеров на хуторе близ Диканьки» (две части, СПб., 1835). Здесь помещён был целый ряд произведений, в которых раскрывались новые поразительные черты таланта Гоголя. В первой части «Миргорода» появились «Старосветские помещики» и «Тарас Бульба»; во второй — «Вий» и «Повесть о том, как поссорился Иван Иванович с Иваном Никифоровичем».
Впоследствии (1842) «Тарас Бульба» был полностью переработан Гоголем. Будучи профессиональным историком, Гоголь использовал фактические материалы для построения сюжета и разработки характерных персонажей романа. События, лёгшие в основу романа — крестьянско-казацкие восстания 1637 — 1638 годов, предводительствуемые Гуней и Острянином. По всей видимости, писатель использовал дневники польского очевидца этих событий — войскового капеллана Симона Окольского.
К началу тридцатых годов относятся замыслы и некоторых других произведений Гоголя, таких как знаменитая «Шинель», «Коляска», может быть, «Портрет» в его переделанной редакции; эти произведения явились в «Современнике» Пушкина (1836) и Плетнёва (1842) и в первом собрании сочинений (1842); к более позднему пребыванию в Италии относится «Рим» в «Москвитянине» Погодина (1842).
К 1834 году относят первый замысел «Ревизора». Сохранившиеся рукописи Гоголя указывают, что он работал над своими произведениями чрезвычайно тщательно: по тому, что уцелело из этих рукописей, видно, как произведение в его известной нам, законченной форме вырастало постепенно из первоначального очерка, все более осложняясь подробностями и достигая, наконец, той удивительной художественной полноты и жизненности, с какими мы знаем их по завершении процесса, тянувшегося иногда целые годы.
Основной сюжет «Ревизора», как позднее и сюжет «Мёртвых душ», был сообщён Гоголю Пушкиным. Всё создание, начиная от плана и до последних частностей, было плодом собственного творчества Гоголя: анекдот, который мог быть рассказан в нескольких строках, превращался в богатое художественное произведение.
«Ревизор» вызвал бесконечную работу определения плана и деталей исполнения; существует целый ряд набросков, в целом и частями, и первая печатная форма комедии явилась в 1836 году. Старая страсть к театру овладела Гоголем в чрезвычайной степени: комедия не выходила у него из головы; его томительно увлекала мысль стать лицом к лицу с обществом; он с величайшей заботливостью старался, чтобы пьеса была исполнена в соответствии с его собственной идеей о характерах и действии; постановка встречала разнообразные препятствия, в том числе цензурные, и наконец могла осуществиться только по воле императора Николая.
«Ревизор» имел необычайное действие: ничего подобного не видела русская сцена; действительность русской жизни была передана с такою силой и правдой, что хотя, как говорил сам Гоголь, дело шло только о шести провинциальных чиновниках, оказавшихся плутами, на него восстало всё то общество, которое почувствовало, что дело идёт о целом принципе, о целом порядке жизни, в котором и само оно пребывает.
Но, с другой стороны, комедия встречена была с величайшим энтузиазмом теми элементами общества, которые сознавали существование этих недостатков и необходимость их преодоления, и в особенности молодым литературным поколением, увидевшим здесь ещё раз, как в прежних произведениях любимого писателя, целое откровение, новый, возникающий период русского художества и русской общественности. Таким образом, «Ревизор» расколол общественное мнение. Если для консервативно-бюрократической части общества пьеса казалась демаршем, то для ищущих и свободомыслящих поклонников Гоголя это был определённый манифест.
Самого Гоголя интересовал, в первую очередь, литературный аспект, в общественном плане он стоял вполне на точке зрения своих друзей Пушкинского круга, хотел только больше честности и правды в данном порядке вещей, и потому-то его особенно поразил тот разноголосый шум непонимания, который поднялся вокруг его пьесы. Впоследствии, в «Театральном разъезде после представления новой комедии», он, с одной стороны, передал то впечатление, какое произвёл «Ревизор» в различных слоях общества, а с другой — высказал свои собственные мысли о великом значении театра и художественной правды.
Первые драматические планы явились Гоголю ещё раньше «Ревизора». В 1833 году он поглощён был комедией «Владимир 3-й степени»; она не была им докончена, но материал её послужил для нескольких драматических эпизодов, как «Утро делового человека», «Тяжба», «Лакейская» и «Отрывок». Первая из этих пьес явилась в «Современнике» Пушкина (1836), остальные — в первом собрании его сочинений (1842).
В том же собрании явились в первый раз «Женитьба», наброски которой относятся к тому же 1833 году, и «Игроки», задуманные в половине 1830-х годов. Утомлённый творческим напряжением последних лет и нравственными тревогами, каких стоил ему «Ревизор», Гоголь решил отдохнуть от работы, уехав в путешествие за границу.
| |  |  |  |
| Карандашный портрет Н. В. Гоголя (Э. А. Дмитриев-Мамонов, 1840-е гг.), два портрета Гоголя работы Фёдора Моллера и овальный портрет работы Александра Иванова (1840—1841) |  |  |  |

Почётный член Московского университета с 1844 года. «Московский университет, уважив отличные в учёном свете заслуги и литературные труды по части русской словесности господина коллежского советника Н. В. Гоголя, признаёт Почётным своим членом, с полною уверенностью в его содействии Московскому университету во всем, что к успехам наук способствовать может».

### За границей
В июне 1836 года Николай Васильевич уехал за границу, где пробыл с перерывами около десяти лет. Сначала жизнь за рубежом как будто укрепила и успокоила его, дала ему возможность завершить его величайшее произведение — «Мёртвые души», но стала зародышем и глубоко фатальных явлений. Опыт работы с этой книгой, противоречивая реакция современников на неё так же, как в случае с «Ревизором», убедили его в огромном влиянии и неоднозначной власти его таланта над умами современников. Эта мысль постепенно стала складываться в представление о своём пророческом предназначении, и соответственно, об употреблении своего пророческого дара силой своего таланта на благо обществу, а не во вред ему.
За границей он жил в Германии, Швейцарии, зиму провёл с А. Данилевским в Париже, где встретился и особенно сблизился с А. О. Смирновой и где его застало известие о смерти Пушкина, страшно его поразившее.
В марте 1837 года он был в Риме, который чрезвычайно ему полюбился и стал для него как бы второй родиной. Европейская политическая и общественная жизнь всегда оставалась чужда и совсем незнакома Гоголю; его привлекала природа и произведения искусства, а Рим в то время представлял именно эти интересы. Гоголь изучал памятники древности, картинные галереи, посещал мастерские художников, любовался народной жизнью и любил показывать Рим, «угощать» им приезжих русских знакомых и приятелей.
Но в Риме он и усиленно работал: главным предметом этой работы были «Мёртвые души», задуманные ещё в Петербурге в 1835 году; здесь же, в Риме закончил он «Шинель», писал повесть «Анунциата», переделанную потом в «Рим», писал трагедию из быта запорожцев, которую, впрочем, после нескольких переделок уничтожил.
Осенью 1839 года он вместе с Погодиным отправился в Россию, в Москву, где его встретили Аксаковы, восторженно относившиеся к таланту писателя. Потом он поехал в Петербург, где ему надо было взять сестёр из института; затем опять вернулся в Москву; в Петербурге и в Москве он читал ближайшим друзьям законченные главы «Мёртвых душ».
Устроив свои дела, Гоголь опять отправился за границу, в любимый Рим; друзьям он обещал вернуться через год и привезти готовый первый том «Мёртвых душ». К лету 1841 года первый том был готов. В сентябре этого года Гоголь отправился в Россию печатать свою книгу.
Ему снова пришлось пережить тяжёлые тревоги, какие испытал он некогда при постановке на сцене «Ревизора». Книга была представлена сначала в московскую цензуру, которая собиралась совсем запретить её; затем книга отдана в цензуру петербургскую и благодаря участию влиятельных друзей Гоголя была, с некоторыми исключениями, дозволена. Она вышла в свет в Москве («Похождения Чичикова или Мёртвые души, поэма Н. Гоголь», М., 1842).
В июне Гоголь опять уехал за границу. Это последнее пребывание за границей стало окончательным переломом в душевном состоянии Гоголя. Он жил то в Риме, то в Германии, во Франкфурте, Дюссельдорфе, то в Ницце, то в Париже, то в Остенде, часто в кружке своих ближайших друзей — Жуковского, Смирновой, Виельгорских, Толстых, и в нём всё сильнее развивалось то религиозно-пророческое направление, о котором упомянуто выше.
Высокое представление о своём таланте и лежащей на нём обязанности привело его к убеждению, что он творит нечто провиденциальное: для того, чтобы обличать людские пороки и широко смотреть на жизнь, надо стремиться к внутреннему совершенствованию, которое даётся только богомыслием. Несколько раз пришлось ему перенести тяжёлые болезни, которые ещё больше увеличивали его религиозное настроение; в своём кругу он находил удобную почву для развития религиозной экзальтации — он принимал пророческий тон, самоуверенно делал наставления своим друзьям и в конце концов приходил к убеждению, что сделанное им до сих пор было недостойно той высокой цели, к которой он считал себя призванным. Если прежде он говорил, что первый том его поэмы «Мёртвые души» есть не больше, как крыльцо к тому дворцу, который в нём строится, то в это время он готов был отвергать всё им написанное, как греховное и недостойное его высокого предназначения.
Николай Гоголь с детских лет не отличался крепким здоровьем. Смерть в отрочестве его младшего брата Ивана, безвременная кончина отца наложили отпечаток на его душевное состояние. Работа над продолжением «Мёртвых душ» не клеилась, и писатель испытывал мучительные сомнения в том, что ему удастся довести задуманное произведение до конца. Летом 1845 года его настигает мучительный душевный кризис. Он пишет завещание, вторично сжигает рукопись второго тома «Мёртвых душ». В ознаменование избавления от смерти Гоголь решает уйти в монастырь и стать монахом, но монашество не состоялось. Зато его уму представилось новое содержание книги, просветлённое и очищенное; ему казалось, что он понял, как надо писать, чтобы «устремить всё общество к прекрасному». Он решает служить Богу на поприще литературы. Началась новая работа, а тем временем его заняла другая мысль: ему скорее хотелось сказать обществу то, что он считал для него полезным, и он решает собрать в одну книгу всё писанное им в последние годы к друзьям в духе своего нового настроения и поручает издать эту книгу Плетнёву. Это были «Выбранные места из переписки с друзьями» (СПб., 1847).
Большая часть писем, составляющих эту книгу, относится к 1845 и 1846 годам, той поре, когда религиозное настроение Гоголя достигло своего высшего развития. 1840-е годы — пора формирования и размежевания двух различных идеологий в современном ему русском образованном обществе. Гоголь остался чужд этому размежеванию несмотря на то, что каждая из двух враждующих партий — западников и славянофилов, предъявляла на Гоголя свои законные права. Книга произвела тяжёлое впечатление и на тех, и на других, поскольку Гоголь мыслил совершенно в иных категориях. Даже друзья-Аксаковы отвернулись от него. Гоголь своим тоном пророчества и назидания, проповедью смирения, из-за которой виднелось, однако, собственное самомнение; осуждениями прежних трудов, полным одобрением существующих общественных порядков явно диссонировал тем идеологам, кто уповал лишь на социальное переустройство общества. Гоголь, не отвергая целесообразности социального переустройства, основную цель видел в духовном самосовершенствовании. Поэтому на долгие годы предметом его изучения становятся труды отцов Церкви. Но, не примкнув ни к западникам, ни к славянофилам, Гоголь остановился на полпути, не примкнув целиком и к духовной литературе — Серафиму Саровскому, Игнатию (Брянчанинову) и др.
Впечатление книги на литературных поклонников Гоголя, желающих видеть в нём лишь вождя «натуральной школы», было удручающее. Высшая степень негодования, возбуждённого «Выбранными местами», выразилась в известном письме Белинского из Зальцбрунна.
Гоголь мучительно переживал провал своей книги. Лишь А. О. Смирнова и П. А. Плетнёв смогли поддержать его в эту минуту, но то были лишь частные эпистолярные мнения. Нападения на неё он объяснял отчасти и своей ошибкой, преувеличением назидательного тона, и тем, что цензура не пропустила в книге нескольких важных писем; но нападения прежних литературных приверженцев он мог объяснить только расчётами политических движений и самолюбий. Общественный смысл этой полемики был ему чужд.
В подобном смысле были им тогда написаны «Предисловие ко второму изданию Мёртвых Душ»; «Развязка Ревизора», где свободному художественному созданию он хотел придать характер нравоучительной аллегории, и «Предуведомление», где объявлялось, что четвёртое и пятое издание «Ревизора» будут продаваться в пользу бедных… Неудача книги произвела на Гоголя подавляющее действие. Он должен был сознаться, что ошибка была сделана; даже такие друзья, как С. Т. Аксаков, говорили ему, что ошибка была грубая и жалкая; сам он сознавался Жуковскому: «я размахнулся в моей книге таким Хлестаковым, что не имею духу заглянуть в неё».
В его письмах с 1847 года уже нет прежнего высокомерного тона проповедничества и назидания; он увидел, что описывать русскую жизнь можно только посреди неё и изучая её. Убежищем его осталось религиозное чувство: он решил, что не может продолжать работы, не исполнив давнишнего намерения поклониться Святому Гробу. В конце 1847 года он переехал в Неаполь, и в начале 1848 года отплыл в Палестину, откуда через Константинополь и Одессу вернулся окончательно в Россию.
Пребывание в Иерусалиме не произвело того действия, какого он ожидал. «Ещё никогда не был я так мало доволен состоянием сердца своего, как в Иерусалиме и после Иерусалима, — говорит он. — У Гроба Господня я был как будто затем, чтобы там на месте почувствовать, как много во мне холода сердечного, как много себялюбия и самолюбия».
Свои впечатления от Палестины Гоголь называет сонными; застигнутый однажды дождём в Назарете, он думал, что просто сидит в России на станции. Он пробыл конец весны и лето в деревне у матери, а 1 (13) сентября переехал в Москву; лето 1849 года проводил у Смирновой в деревне и в Калуге, где муж Смирновой был губернатором; лето 1850 года прожил опять в своей семье; потом жил некоторое время в Одессе, был ещё раз дома, а с осени 1851 года поселился в Москве, где жил в доме своего друга графа Александра Петровича Толстого (№ 7 на Никитском бульваре), в 1972 в этом здании был открыт мемориальный музей писателя.
Он продолжал работать над вторым томом «Мёртвых душ» и читал отрывки из него у Аксаковых, но в нём продолжалась та же мучительная борьба между художником и христианином, которая шла в нём с начала сороковых годов. По своему обыкновению, он много раз переделывал написанное, вероятно, поддаваясь то одному, то другому настроению. Между тем его здоровье всё более слабело; в январе 1852 года его поразила смерть жены А. С. Хомякова — Екатерины Михайловны, которая была сестрой его друга Н. М. Языкова; им овладел страх смерти; он бросил литературные занятия, стал говеть на масленице; однажды, когда он проводил ночь в молитве, ему послышались голоса, говорившие, что он скоро умрёт.

### Смерть
С конца января 1852 года в доме графа Александра Толстого гостил ржевский протоиерей Матфей Константиновский, с которым Гоголь познакомился в 1849 году, а до того был знаком по переписке. Между ними происходили сложные, подчас резкие беседы, основным содержанием которых было недостаточное смирение и благочестие Гоголя, например, требование отца Матфея: «Отрекись от Пушкина». Гоголь предложил ему прочесть беловой вариант второй части «Мёртвых душ» для ознакомления — с тем, чтобы выслушать его мнение, но получил отказ священника. Гоголь настаивал на своём, пока тот не взял тетради с рукописью для прочтения. Протоиерей Матфей стал единственным прижизненным читателем рукописи 2-й части. Возвращая её автору, он высказался против опубликования ряда глав, «даже просил уничтожить» их (ранее он также давал отрицательный отзыв на «Выбранные места …», назвав книгу «вредной»).
Смерть Хомяковой, осуждение Константиновского и, возможно, иные причины убедили Гоголя отказаться от творчества и начать говеть за неделю до Великого поста. 5 февраля он провожает Константиновского и с того дня почти ничего не ест. 10 февраля он вручил графу А. Толстому портфель с рукописями для передачи митрополиту Московскому Филарету, но граф отказался от этого поручения, чтобы не усугубить Гоголя в мрачных мыслях.
Гоголь перестаёт выезжать из дому. В 3 часа ночи с понедельника на вторник 11—12 февраля 1852 года, то есть в великое повечерие понедельника первой седмицы Великого поста, Гоголь разбудил слугу Семёна, велел ему открыть печные задвижки и принести из шкафа портфель. Вынув из него связку тетрадей, Гоголь положил их в камин и сжёг. Наутро он рассказал графу Толстому, что хотел сжечь только некоторые вещи, заранее на то приготовленные, а сжёг всё под влиянием злого духа. Гоголь, несмотря на увещевания друзей, продолжал строго соблюдать пост; 18 февраля слёг в постель и совсем перестал есть. Всё это время друзья и врачи пытаются помочь писателю, но он отказывается от помощи, внутренне готовясь к смерти.
20 февраля врачебный консилиум (профессор А. Е. Эвениус, профессор С. И. Клименков, доктор К. И. Сокологорский, доктор А. Т. Тарасенков, профессор И. В. Варвинский, профессор А. А. Альфонский, профессор А. И. Овер) решается на принудительное лечение Гоголя. Результатом его явилось окончательное истощение и утрата сил; вечером того же дня писатель впал в беспамятство.
Николай Васильевич Гоголь скончался утром в четверг 21 февраля 1852 года, не дожив месяца до своего 43-летия.

### Адреса в Санкт-Петербурге
- Конец 1828 года — доходный дом Трута — набережная Екатерининского канала, 72;
- Начало 1829 года — доходный дом Галибина — Гороховая улица, 48;
- Апрель — июль 1829 года — дом И.-А. Иохима — Большая Мещанская улица, 39;
- Конец 1829 — май 1831 года — доходный дом Зверкова — набережная Екатерининского канала, 69;
- Август 1831 — май 1832 года — доходный дом Брунста — Офицерская улица (до 1918, сейчас — улица Декабристов), 4;
- Лето 1833 — 6 июня 1836 года — дворовый флигель дома Лепена — Малая Морская улица, 17, кв. 10. Памятник истории Федерального значения; Объект культурного наследия № 7810075000 // Реестр объектов культурного наследия Викигида.

- 30 октября — 2 ноября 1839 года — квартира П. А. Плетнёва в доме Строганова — Невский проспект, 38;
- Май-июль 1842 года — квартира П. А. Плетнёва в ректорском флигеле Санкт-Петербургского Императорского университета — Университетская набережная, 9.

## Дело об имуществе
21 февраля 1852 года из дома Талызиной о смерти Гоголя пошло «объявление» в полицейскую часть, и что после его смерти «… здесь в Москве наличных денег, сохранной казны билетов, долговых документов, золотых, серебряных, бриллиантовых и прочих драгоценных вещей кроме незначительного носильного платья ничего не осталось …». Сведения, сообщённые полиции дворецким графа Толстого Рудаковым, об имении, наследниках и слуге Гоголя, точны, но крайне скудны.
Опись имущества Гоголя показала, что после него осталось личных вещей на сумму 43 рубля 88 копеек. Предметы, попавшие в опись, представляли собой совершенные обноски и говорили о полном равнодушии писателя к своему внешнему облику в последние месяцы его жизни. В то же время на руках у С. П. Шевырёва оставались две с лишним тысячи рублей, переданных Гоголем на благотворительные цели нуждающимся студентам Московского университета. Эти деньги Гоголь не считал своими, и Шевырёв не стал их возвращать наследникам писателя.
Единственно ценной вещью в имуществе, оставшемся после Гоголя, были золотые карманные часы, ранее принадлежавшие Жуковскому как память об умершем Пушкине: они были остановлены на 2 ч 45 мин пополудни — времени кончины Пушкина.
Протокол, составленный квартальным надзирателем Протопоповым и «добросовестным свидетелем» Страховым, обнаружил ещё один вид имущества Гоголя, опущенный дворецким: книги — и отметил любопытное обстоятельство: слуга Гоголя, подросток Семён Григорьев, как видно из его подписи, был грамотный.
Книг у Гоголя, в час смерти, оказалось 150 на русском языке (из них 87 в переплётах) и 84 на иностранных языках (из них 57 в переплётах). Этот вид имущества был столь ничтожен в глазах официальных оценщиков, что каждая книга пошла по копейке за штуку.
Профессор московского университета Шевырёв, подписавший опись, не проявил интереса к предсмертной библиотеке Гоголя и не составил списка книг, что держал Гоголь при себе в последние месяцы жизни. Осталось известно только число томов — 234.
Квартальный надзиратель в рапорте приставу Арбатской части переписал текст протокола с существенным добавлением: «Указа об отставке между имеющихся у него бумаг не найдено и по случаю временного его пребывания здесь в Москве письменный вид его в вверенном мне квартале явлен не был, а также и духовного завещания не осталось». Рапорт впервые заговорил о «бумагах» Гоголя, не упоминавшихся в «объяснении» и протоколе, и об отсутствии «завещания».
Ранее полиции — не позднее, чем через полтора часа после кончины Гоголя, — побывал в комнатах умершего писателя доктор А. Т. Тарасенков. «Когда я пришёл, — вспоминал он, — уже успели осмотреть его шкафы, где не нашли ни им писанных тетрадей, ни денег». Куда девались деньги Гоголя, рассказал тот же Тарасенков: после 12 февраля Гоголь «рассылал последние карманные деньги бедным и на свечки, так что по смерти у него не осталось ни копейки. У Шевырёва осталось около 2000 р. от вырученных за сочинения денег». Эту сумму Гоголь не считал своей и оттого не держал её у себя, вверив распоряжение ею Шевырёву.
Действительно, 7 мая 1852 года Шевырёв писал в «Записке о печатании сочинений покойного Н. В. Гоголя и о сумме денег, им на то оставленной»: «После Н. В. Гоголя осталось в моих руках от его благотворительной суммы, которую он употреблял на вспоможение бедным молодым людям, занимающимся наукою и искусством — 2533 руб. 87 коп. Его карманных денег — остаток от вырученных за 2-е издание „Мёртвых душ“ — 170 р. 10 к. Итого 2,703 р. 97 к.»
Таким образом, в комнате Гоголя, в «шкапу», который упомянут в полицейском протоколе, хранились «завещание» и «писанные тетради», которых не оказалось на месте уже через какие-нибудь полтора часа после смерти Гоголя, ни при докторе Тарасенкове, ни при «добросовестном свидетеле».
Очевидно, дворецкий графа Толстого Рудаков и слуга Гоголя Семён Григорьев, заранее, сразу после кончины Гоголя, изъяли их из его комнаты для того, чтобы вернее сохранить для его семьи и для потомства. Позднее Рудаков передал их графу Толстому, а тот уже поставил в известность Шевырёва и Капниста.
20 июня 1852 года Шевырёв писал матери Гоголя: «На днях дворецкий графа Толстого отправляет к Вам с транспортом харьковского комиссионерства все вещи и книги Николая Васильевича, и при них отправится Семён. Я же привезу к Вам все оставшиеся бумаги … если бы что-нибудь замедлило предположенную мною поездку, то завещания я вышлю по почте, но страховым письмом. Завещания эти не имеют формы акта, а могут иметь только семейную силу».
Осенью 1852 года Шевырёв посетил Васильевку, исполняя собственное желание повидать семью Гоголя и выполняя поручение Академии Наук — собрать материалы для биографии умершего писателя. Шевырёв привёз в Васильевку бумаги Гоголя и там же получил от наследников Гоголя поручение — хлопотать об издании его сочинений.
Об «оставшихся бумагах» — самой драгоценной части Гоголева имущества его мать писала О. С. Аксаковой 24 апреля 1855 года: «Тяжело мне было читать продолжение „Мёртвых душ“ из найденных вчерне в его шкапу». Эти пять глав из второго тома «Мёртвых душ», изданные в 1855 году племянником Гоголя Н. П. Трушковским (Москва, Университетская типография), и были в тех «писанных тетрадях», о которых помянул Тарасенков, как о ненайденных.

## Похороны и могила
Друзья хотели отпевать покойного в церкви преподобного Симеона Столпника, которую он любил и посещал.
Московский губернатор граф А. А. Закревский в своём письме шефу жандармов графу А. Ф. Орлову от 29 февраля 1852 года писал, что решение, в какой церкви отпевать Гоголя, обсуждалось собравшимися в доме графа Толстого друзьями — славянофилами А. Хомяковым, К. и С. Аксаковыми, А. Ефремовым, П. Киреевским, А. Кошелевым и Поповым.
Бывший также там профессор Московского университета Тимофей Грановский сказал, что приличнее отпевать его в университетской церкви — как человека, принадлежащего, некоторым образом, к университету.
Славянофилы возразили, что к университету он не принадлежит, а принадлежит народу, а потому, как человек народный, и должен быть отпеваем в церкви приходской, в которую для отдания последнего ему долга может входить лакей, кучер и вообще всякий, кто пожелает; а в университетскую церковь подобных людей не будут пускать — то есть похороны проводить как общественные.
Закревский приказал «Гоголя, как почётного члена здешнего университета, непременно отпевать в университетской церкви. (…) Приказано было от меня находиться полиции и некоторым моим чиновниками как при переносе тела Гоголя в церковь, так равно и до самого погребения». Но в то же время и согласился с друзьями: «А чтобы не было никакого ропота, то я велел пускать всех без исключения в университетскую церковь. В день погребения народу было всех сословий и обоего пола очень много, а чтобы в это время было всё тихо, я приехал сам в церковь».
Позднее, в 1881 году Иван Сергеевич Аксаков так писал об этой распре библиографу Степану Ивановичу Пономарёву: «Сначала делом похорон стали распоряжаться его ближайшие друзья, но потом университет, трактовавший Гоголя в последнее время как полусумасшедшего, опомнился, предъявил свои права и оттеснил нас от распоряжений. Оно вышло лучше, потому что похороны получили более общественный и торжественный характер, и мы все это признали и предоставили университету полную свободу распоряжаться, сами став в тени».
Писатель был отпет в университетской церкви мученицы Татианы. Похороны проходили в воскресный полдень 24 февраля (7 марта) 1852 года на кладбище Данилова монастыря в Москве. На могиле был установлен памятник, состоящий из двух частей:
1. бронзовый крест, стоявший на чёрном надгробном камне («Голгофа»), на котором была высечена надпись славянскими буквами «Ей гряди Господи Иисусе! Апокалипс. гл. КВ, ст. К»;
2. чёрная мраморная плита, лежащая на базице из серого гранита. На ней гражданскими буквами были высечены следующие надписи:
  - На верхней лицевой стороне: «Здесь погребено тело Николая Васильевича Гоголя. Родился 19 марта 1809 года. Скончался 21 февраля 1852 года»;
  - На малой стороне плиты, обращённой к зрителю: «Горьким словом моим посмеются. Иеремии глав. 20, ст. 8»;
  - На большой боковой стороне плиты к зрителю: «Муж разумивый престол чувствия. Притчей гл. 12, ст. 23», «Правда возвышает язык. Притчей гл. 14, ст. 34».
  - На большой боковой стороне плиты, скрытой от зрителя (к решётке): «Истиным же уста исполнит смеха, о устне же их исповедания. Иова гл. 8, ст. 21»[44].

По преданию, И. С. Аксаков сам выбрал камень для могилы Гоголя где-то в Крыму (гранильщики называли его «черноморский гранит»).
В 1930 году Данилов монастырь был окончательно закрыт, а некрополь вскоре ликвидирован. 31 мая 1931 года могилу Гоголя вскрыли, и его останки перенесли на Новодевичье кладбище. Туда же была перенесена и «Голгофа».
Официальный акт экспертизы, составленный сотрудниками НКВД и ныне хранящийся в РГАЛИ (ф. 139, № 61), оспаривает малодостоверные и взаимоисключающие друг друга воспоминания участника и свидетеля эксгумации писателя Владимира Лидина. Согласно одним его воспоминаниям («Перенесение праха Н. В. Гоголя»), написанным спустя 15 лет после события и опубликованным посмертно в 1991 году в «Российском архиве», в могиле Гоголя отсутствовал череп писателя. Согласно другим его воспоминаниям, передаваемым в форме устных рассказов студентам Литературного института в бытность Лидина в 1970-е годы его профессором — череп Гоголя был повёрнут на бок. Об этом свидетельствует бывший студент В. Г. Лидина, а позднее старший научный сотрудник Государственного литературного музея Ю. В. Алёхин.
Обе эти версии носят апокрифический характер. Они и породили множество легенд, в том числе о «захоронении Гоголя в состоянии летаргического сна» и «похищении черепа писателя для коллекции известного московского собирателя театральной старины А. А. Бахрушина».
Такой же противоречивый характер носят многочисленные воспоминания об осквернении могилы Гоголя советскими писателями (и самим Лидиным) при эксгумации захоронения Гоголя, публикуемые СМИ со слов всё того же В. Г. Лидина.
В 1952 году на могиле вместо «Голгофы» установили новый памятник в виде постамента с бюстом Гоголя работы скульптора Н. Томского, на котором начертано: «Великому русскому художнику слова Николаю Васильевичу Гоголю от Правительства Советского Союза».
«Голгофа» за ненадобностью какое-то время находилась в мастерских Новодевичьего кладбища, где её с уже соскобленной надписью обнаружила Е. С. Булгакова, подыскивавшая подходящее надгробие для могилы покойного мужа, М. А. Булгакова. Елена Сергеевна выкупила надгробие, после чего оно было установлено над могилой Михаила Афанасьевича. Таким образом, исполнилась мечта писателя: «Учитель, укрой меня своей чугунной шинелью».
К 200-летию со дня рождения писателя по инициативе членов оргкомитета юбилея могиле был придан почти первоначальный вид: бронзовый крест на чёрном камне.

## Творчество
Ранним исследователям литературной деятельности Гоголя представлялось, писал А. Н. Пыпин, что его творчество разграничивается на два периода: первый, когда он служил «прогрессивным стремлениям» общества, и второй, когда он стал религиозно-консервативным.
Другой подход к изучению биографии Гоголя, включавший, среди прочего, анализ его переписки, раскрывавшей его внутреннюю жизнь, позволил исследователям прийти к выводу, что как, по-видимому, ни противоположны мотивы его повестей, «Ревизора» и «Мёртвых душ», с одной стороны, и «Выбранных мест» — с другой, в самой личности писателя не было того перелома, какой в ней предполагался, не было брошено одно направление и принято другое, противоположное; напротив, это была одна цельная внутренняя жизнь, где уже в раннюю пору были задатки позднейших явлений, где не прекращалась основная черта этой жизни — служение искусству; но эта личная жизнь была осложнена внутренним взаимным оспариванием поэта-идеалиста, писателя-гражданина и последовательного христианина.
О свойствах своего таланта сам Гоголь говорил: «У меня только то и выходило хорошо, что взято было мной из действительности, из данных, мне известных». При этом изображённые им лица не были просто повторением действительности: они были целыми художественными типами, в которых была глубоко понята человеческая природа. Его герои чаще, чем у кого-либо другого из русских писателей, становились именами нарицательными.
Другая личная черта Гоголя заключалась в том, что с самых ранних лет, с первых проблесков молодого сознания его волновали возвышенные стремления, желание послужить обществу чем-то высоким и благотворным; с ранних лет ему было ненавистно ограниченное самодовольство, лишённое внутреннего содержания, и эта черта сказалась потом, в 1830-х, сознательным желанием обличать общественные язвы и испорченность, и она же развилась в высокое представление о значении искусства, стоящего над толпой как высшее просветление идеала…
Первый том «Вечеров на хуторе близ Диканьки» был опубликован в 1831 году, под псевдонимом «пасичник Рудый Панько», и сразу же стал популярным. Второй том вышел в 1832 году, за ним последовали два сборника Миргород (1835) и два тома разножанровой прозы под названием Арабески. Хотя Гоголь писал на русском языке, российские критики того времени, такие как Николай Полевой и Николай Надеждин, писали о нём как о региональном украинском писателе, иллюстрируя его произведениями особенности украинского национального характера. В 1981 году литературовед Григорий Грабович писал, что украинская литература времён Гоголя была двуязычной, а её авторы наряду с украинским языком использовали также польский и русский. Поэтому Гоголя следует рассматривать как и русского, так и украинского писателя, особенно в его раннем творчестве.
Все коренные представления Гоголя о жизни и литературе были представления Пушкинского круга. Художественное чувство его было сильно, и, оценив своеобразный талант Гоголя, кружок приложил заботы и о его личных делах. Как полагал Пыпин, Пушкин ожидал от произведений Гоголя больших художественных достоинств, но едва ли ожидал их общественного значения, как потом не вполне его оценивали друзья Пушкина и как сам Гоголь готов был дистанцироваться от него.
Гоголь дистанцировался от того понимания общественного значения своих произведений, какое вкладывала в них литературная критика В. Г. Белинского и его круга, критика социально-утопическая. Но при этом Гоголь сам был не чужд утопизма в сфере социального переустройства, только его утопия была не социалистической, а православной.
Идея «Мёртвых душ» в окончательном виде — не что иное, как указание пути к добру абсолютно любому человеку. Три части поэмы — это своеобразное повторение «Ада», «Чистилища» и «Рая». Падшие герои первой части переосмысливают своё существование во второй части и духовно возрождаются в третьей. Таким образом, литературное произведение нагружалось прикладной задачей исправления человеческих пороков. Такого грандиозного замысла история литературы до Гоголя не знала. И при этом писатель намеревался написать свою поэму не просто условно-схематичной, но живой и убедительной.
После смерти Пушкина Гоголь сблизился с кругом славянофилов, или собственно с Погодиным и Шевырёвым, С. Т. Аксаковым и Языковым; но он остался чужд теоретическому содержанию славянофильства, и оно ничем не повлияло на склад его творчества. Кроме личной приязни, он находил здесь горячее сочувствие к своим произведениям, а также и к своим религиозным и мечтательно-консервативным идеям. Гоголь не видел России без монархии и православия, он был убеждён, что церковь не должна существовать отдельно от государства. Однако позднее в старшем Аксакове он встретил и отпор своим взглядам, высказанным в «Выбранных местах».
Самым острым моментом столкновения мировоззренческих представлений Гоголя со стремлениями революционной части общества явилось письмо Белинского из Зальцбрунна, сам тон которого больно ранил писателя (Белинский своим авторитетом утвердил Гоголя главою русской литературы ещё при жизни Пушкина), но критика Белинского уже ничего не могла изменить в духовном складе Гоголя, и последние годы его жизни прошли, как сказано, в мучительной борьбе художника и православного мыслителя.
Для самого Гоголя эта борьба осталась неразрешённой; он был сломлен этим внутренним разладом, но тем не менее значение основных произведений Гоголя для литературы было чрезвычайно глубокое. Не говоря о чисто художественных достоинствах исполнения, которые уже после самого Пушкина повысили уровень возможного художественного совершенства у писателей, его глубокий психологический анализ не имел равного себе в предшествующей литературе и расширял круг тем и возможности литературного письма.
Однако одними художественными достоинствами невозможно объяснить ни того энтузиазма, с каким принимались его произведения в молодых поколениях, ни той ненависти, с какою они встречены были в консервативной массе общества. Волею судьбы Гоголь явился знаменем нового социального движения, которое формировалось вне сферы творческой деятельности писателя, но странным образом пересеклось с его биографией, поскольку на данную роль иных фигур подобного масштаба в этот момент у этого социального движения не было. В свою очередь, Гоголем были ошибочно истолкованы надежды читателей, возлагаемые на окончание «Мёртвых душ». Поспешно обнародованный конспективный эквивалент поэмы в виде «Выбранных мест из переписки с друзьями» обернулся чувством досады и раздражения обманутых читателей, поскольку среди читателей сложилась устойчивая репутация Гоголя-юмориста. К иному восприятию писателя публика пока была не готова.
Дух гуманности, отличающий произведения Достоевского и других писателей после Гоголя, уже ярко раскрывается в гоголевской прозе, например, в «Шинели», «Записках сумасшедшего», «Мёртвых душах». Первое произведение Достоевского примыкает к Гоголю до очевидности. Точно так же изображение отрицательных сторон помещичьего быта, взятое на вооружение писателями «натуральной школы», обычно возводят к Гоголю. В дальнейшей работе новые писатели совершали уже самостоятельный вклад в содержание литературы, так как жизнь ставила и развивала новые вопросы, — но первые мысли были даны Гоголем.
Произведения Гоголя совпадали с зарождением социального интереса, которому они сильно послужили и из которого литература не выходила вплоть до конца XIX века. Но эволюция самого писателя происходила куда сложнее, чем формирование «натуральной школы». Сам Гоголь мало совпадал с «гоголевским направлением» в литературе. Любопытно, что в 1852 году за небольшую статью в память о Гоголе И. С. Тургенев был подвергнут аресту в части и месячной ссылке в деревню. Объяснение этому долгое время находили в нерасположении николаевского правительства к Гоголю-сатирику. Позднее было установлено, что истинным мотивом запрета было желание правительства наказать автора «Записок охотника», а запрещение некролога по причине нарушения автором цензурного устава (печать в Москве статьи, запрещённой цензурой в Петербурге), было лишь поводом пресечь деятельность социально-опасного с точки зрения николаевской цензуры литератора. Единой оценки личности Гоголя в качестве проправительственного или антиправительственного писателя среди чиновников Николая I не существовало. Так или иначе, второе издание «Сочинений», начатое в 1851 году самим Гоголем и не оконченное вследствие его преждевременной смерти, могло выйти только в 1855—1856 годах. Но связь Гоголя с последующей литературой не подлежит сомнению.
Связь эта не ограничилась XIX веком. В следующем веке освоение творчества Гоголя происходило на новом этапе. Многое для себя нашли в Гоголе писатели символисты: образность, чувство слова, «новое религиозное сознание» — Ф. К. Сологуб, Андрей Белый, Д. С. Мережковский и т. д. Позднее свою преемственность с Гоголем установили М. А. Булгаков, В. В. Набоков.

### Русско-украинская идентичность Гоголя
Сложное переплетение двух культур в одном человеке всегда делало фигуру Гоголя, как центром споров между национальными традициями, так и образцовым примером их удачного взаимодействия. Как писал А. Н. Пыпин, «украинское и русское начала счастливо слились в этом даровании в одно, в высшей степени замечательное явление».
Самому Гоголю не нужно было выяснять, украинец он или русский — в споры об этом его втянули друзья — сам он не мог дать однозначного ответа, склоняясь к синтезу двух культур.
В 1844 году он так отвечал на запрос Александры Осиповны Смирновой: «Скажу вам одно слово насчёт того, какая у меня душа, хохлацкая или русская, потому что это, как я вижу из письма вашего, служило одно время предметом ваших рассуждений и споров с другими. На это вам скажу, что сам не знаю, какая у меня душа, хохлацкая или русская. Знаю только то, что никак бы не дал преимущества ни малороссиянину перед русским, ни русскому пред малороссиянином. Обе природы слишком щедро одарены Богом, и как нарочно каждая из них порознь заключает в себе то, чего нет в другой, — явный знак, что они должны пополнить одна другую. Для этого самые истории их прошедшего быта даны им непохожие одна на другую, дабы порознь воспитались различные силы их характеров, чтобы потом, слившись воедино, составить собою нечто совершеннейшее в человечестве».
Длительное пребывание за границей уравновесило украинскую и русскую составляющие мировоззрения Гоголя, в поздние годы родиной души своей он назвал Италию; при этом Италию он любил за то же, за что отдавал предпочтение Диканьке перед Петербургом — за архаичность и противостояние европеизированной цивилизации («здесь отчасти действовал и малороссийский элемент», — напишет о привязанности Гоголя к Италии П. В. Анненков).
В переданном со слов Г. П. Данилевского споре писателя с О. М. Бодянским о русском языке и творчестве Тараса Шевченко было отражено предположительное понимание поздним Гоголем особенностей русско-украинских отношений. «Нам, Осип Максимович, надо писать по-русски, надо стремиться к поддержке и упрочению одного, владычного языка для всех родных нам племён. Доминантой для русских, чехов, украинцев и сербов должна быть единая святыня — язык Пушкина, какою является Евангелие для всех христиан, католиков, лютеран и гернгутеров… Нам, малороссам и русским, нужна одна поэзия, спокойная и сильная, нетленная поэзия правды, добра и красоты. Русский и малоросс — это души близнецов, пополняющие одна другую, родные и одинаково сильные. Отдавать предпочтение одной в ущерб другой, невозможно».
Образ Украины в творчестве Гоголя отличается глубиной, историчностью и отражением народного фольклора. Его первая книга, «Вечера на хуторе близ Диканьки», рисует не Россию, но Украину, как «нацию … объединённую органичной культурой, исторической памятью и языком». Яркие украинские особенности свойственны гоголевскому юмору, который остался единственным образцом в своём роде в русской литературе.
Между исследователями творчества Гоголя обсуждается, в какой степени его можно считать русским или украинским писателем. Традиционен, особенно среди российских, а также некоторых западных учёных, взгляд на его «превращение из провинциального украинского автора в „русского национального поэта“».
По мнению американского литературоведа Эдиты Бояновской, творчество Гоголя принадлежит и русской, и украинской литературе. Бояновская соглашается с филологом и писателем Андреем Синявским, что Украина у Гоголя играет «уникальную роль в русском национальном возрождении девятнадцатого века и в самом формировании русской национальной культуры». В позднейшем творчестве Гоголь привязывал украинские национальные особенности к России, что контрастировало с его ранним прославлением украинской самобытности и подчёркнутыми различиями с Россией. Исследовательница считает, что по сути единственным гоголевским произведением, прославляющим Россию, является «Тарас Бульба», где, иронично, образцовыми русскими нарисованы украинские казаки.
Литературовед Олег Ильницкий описывает Гоголя как предшественника современного украинского самосознания и литературы, как украинского писателя на русском языке, украинского русскоговорящего писателя в Российской империи. Согласно Ильницкому, тогдашняя украинская элита империи освоила и присвоила русский язык для выражения украинской идентичности и культуры, поэтому характеризовать Гоголя как русского на основе использования им русского языка является ошибкой.
Российский историк и литературный критик Сергей Беляков называет Гоголя украинцем, принадлежащем русской литературе. Гоголь, по его мнению, «примерился с исторической необратимостью триумфа» России и великороссов. Принадлежность Гоголя украинской литературе Беляков оставил на рассмотрение самих украинцев.
Литературовед Юлия Ильчук отмечает, что украинские и русские элементы в «Вечерах на хуторе близ Диканьки», в позднейших редакциях «Тараса Бульбы» и «Мёртвых душ» Гоголя не только сосуществуют, но и воздействуют на разные аудитории таким образом, что русские и украинцы находят в них расходящиеся по смыслу послания. Ильчук характеризует «двойственность национальной идентичности Гоголя» как «доказанный факт», и соглашается с мнением Григория Грабовича о том, что «в эстетическом, психологическом и экзистенциальном смысле Гоголь вписан … в украинскую культуру, в историческом и культурном плане он является частью русской литературы и культуры». Ильчук сравнила прочие прозаические произведения на русском языке украинских и русских писателей того времени, и компьютерный анализ показал, что произведения Гоголя одинаково близки и к украинским, и к русским традициям.

## Гоголь и православие
Н. А. Бердяев, считавший Гоголя одним из самых загадочных русских писателей, трактовал сожжение писателем второго тома «Мёртвых душ» как «мучительную религиозную драму…при обстоятельствах, остающихся загадочными»:
Трагедия Гоголя была в том, что он никогда не мог увидеть и изобразить человеческий образ, образ Божий в человеке. И это его очень мучило. У него было сильное чувство демонических и магических сил. Гоголь наиболее романтик из русских писателей, близкий к Гофману. У него совсем нет психологии, нет живых душ. О Гоголе было сказано, что он видит мир sub specie mortis (лат. с точки зрения смерти). Он сознавался, что у него нет любви к людям. Он был христианин, переживавший своё христианство страстно и трагически. Но он исповедовал религию страха и возмездия. В его духовном типе было что-то не русское. 
Личность Гоголя всегда выделялась особой таинственностью. С одной стороны он являл собой классический тип писателя-сатирика, обличителя пороков, общественных и человеческих, блестящего юмориста, с другой — начинателя в русской литературе святоотеческой традиции, религиозного мыслителя и публициста и даже автора молитв. Последнее его качество до настоящего времени недостаточно изучено и нашло отражение в работах доктора филологических наук, профессора МГУ им. Ломоносова В. А. Воропаева, который убеждён, что Гоголь был православным христианином, и его православие было не номинальным, а действенным, полагая, что без этого невозможно что-либо понять из его жизни и творчества.
В письме к графу А. П. Толстому в 1844 году Гоголь писал:
Поблагодарите Бога прежде всего за то, что вы русский. Для русского теперь открывается этот путь, и этот путь есть сама Россия. Если только возлюбит русский Россию, возлюбит и всё, что ни есть в России. К этой любви нас ведёт теперь Сам Бог.
Гоголь получил начатки веры в кругу семьи. В письме к матери от 2 октября 1833 года из Петербурга Николай Гоголь вспоминал следующее: «Я просил вас рассказать мне о Страшном Суде, и вы мне ребёнку так хорошо, так понятно, так трогательно рассказали о тех благах, которые ожидают людей за добродетельную жизнь, и так разительно, так страшно описали вечные муки грешных, что это потрясло и разбудило во мне всю чувствительность. Это заронило и произвело впоследствии во мне самые высокие мысли».
С духовной точки зрения, раннее творчество Гоголя содержит не просто собрание юмористических рассказов, а обширное религиозное поучение, в котором происходит борьба добра со злом и добро неизменно побеждает, а грешники наказываются. Глубокий подтекст содержит и главное произведение Гоголя — поэма «Мёртвые души», духовный смысл замысла которого раскрыт в предсмертной записи писателя: «Будьте не мёртвые, а живые души. Нет другой двери, кроме указанной Иисусом Христом…»
По мнению В. А. Воропаева, сатира в таких произведениях, как «Ревизор» и «Мёртвые души» — это лишь их верхний и неглубокий пласт. Главную идею «Ревизора» Гоголь передал в пьесе под названием «Развязка „Ревизора“», где есть такие слова: «… страшен тот ревизор, который ждёт нас у дверей гроба». В этом, по мнению Воропаева, заключена главная идея произведения: бояться нужно не Хлестакова и не ревизора из Петербурга, а «Того, кто ждёт нас у дверей гроба»; это идея духовного возмездия, а настоящий ревизор — наша совесть.
Литературный критик и писатель И. П. Золотусский считает, что модные сейчас споры о том, был ли Гоголь мистиком или нет, неосновательны. Верующий в Бога человек не может быть мистиком: для него всем в мире ведает Бог; Бог — не мистик, а источник благодати, и божественное несоединимо с мистическим. По мнению И. П. Золотусского, Гоголь был «верующий в лоне Церкви христианин, и понятие мистического не приложимо ни к нему самому, ни к его сочинениям». Хотя среди его персонажей есть колдуны и чёрт, они всего лишь герои сказки, и чёрт у него зачастую фигура пародийная, комическая (как, например, в «Вечерах на хуторе»). А во втором томе «Мёртвых душ» выведен дьявол современный — юрисконсульт, довольно цивильный с виду человек, но по сути более страшный, чем любая нечистая сила. С помощью коловращения анонимных бумаг он устроил в губернии великую путаницу и превратил существовавший относительный порядок в полный хаос.
Гоголь неоднократно посещал Оптину пустынь, наиболее тесное духовное общение имея со старцем Макарием.
Гоголь завершил свой писательский путь «Выбранными местами из переписки с друзьями» — христианской книгой. Однако её до сих пор по-настоящему не прочли, по мнению Золотусского. Начиная с XIX века принято считать, что книга является ошибкой, уходом писателя в сторону со своего пути. Но возможно, она и есть его путь, и даже более, чем другие книги. По словам Золотусского, это две разные вещи: понятие дороги («Мёртвые души» на первый взгляд — дорожный роман) и понятие пути, то есть выхода души к вершине идеала.
В июле 2009 году Патриарх Кирилл благословил выпуск в течение 2009 года полного собрания сочинений Николая Гоголя в Издательстве Московской Патриархии. Новое издание подготовлено на академическом уровне. В рабочую группу по подготовке полного собрания сочинений Н. В. Гоголя вошли как светские учёные, так и представители Русской Православной Церкви.

## Гоголь и живописцы
Наряду с сочинительством и интересом к театру с юных лет Гоголь был увлечён живописью. Об этом говорят его гимназические письма родителям. В гимназии Гоголь пробует себя как живописец, книжный график (рукописные журналы «Метеор литературы», «Навоз Парнасский») и театральный декоратор. Уже по выходе из гимназии в Петербурге Гоголь продолжает занятия живописью в вечерних классах Академии художеств. Общение с кругом Пушкина, с К. П. Брюлловым, делает его страстным поклонником искусства. Картине последнего «Последний день Помпеи» посвящена статья в сборнике «Арабески». В этой статье, а также в других статьях сборника Гоголь отстаивает романтический взгляд на природу искусства. Образ художника, а также конфликт эстетического и морального начала станет центральным в его петербургских повестях «Невский проспект» и «Портрет», написанных в тех же 1833—1834 годах, что и его публицистические статьи. Статья Гоголя «Об архитектуре нынешнего времени» явилась выражением архитектурных пристрастий писателя.
В Европе Гоголь увлечённо предаётся изучению памятников архитектуры и скульптуры, живописи старых мастеров. А. О. Смирнова вспоминает, как в Страсбургском соборе «он срисовывал карандашом на бумажке орнаменты над готическими колоннами, дивясь избирательности старинных мастеров, которые над каждой колонной делали отменные от других украшения. Я взглянула на его работу и удивилась, как он отчётливо и красиво срисовывал. — „Как вы хорошо рисуете!“ — сказала я. — „А вы этого и не знали?“ — отвечал Гоголь». На смену романтической приподнятости Гоголя приходит и известная трезвость (А. О. Смирнова) в оценке искусства: «Стройность во всем, вот что прекрасно». Наиболее ценимым художником для Гоголя становится Рафаэль. П. В. Анненков: «Под этими массами зелени итальянского дуба, платана, пины и пр. Гоголь, случалось, воодушевлялся как живописец (он, как известно, сам порядочно рисовал). Раз он сказал мне: „Если бы я был художник, я бы изобрёл особенного рода пейзаж. Какие деревья и ландшафты теперь пишут!.. Я бы сцепил дерево с деревом, перепутал ветви, выбросил свет, где никто не ожидает его, вот какие пейзажи надо писать!“». В этом смысле в поэтичном изображении сада Плюшкина в «Мёртвых душах» явственно ощущается взгляд, метод и композиция Гоголя-живописца.
В 1837 году в Риме Гоголь познакомился с русскими художниками, пансионерами Академии художеств: гравёром Фёдором Иорданом, автором большой гравюры с картины Рафаэля «Преображение», Александром Ивановым, который тогда трудился над картиной «Явление Мессии народу», Ф. А. Моллером и другими, посланными в Италию для совершенствования в своём искусстве. Особенно близки на чужбине были А. А. Иванов и Ф. И. Иордан, представлявшие вместе с Гоголем своеобразный триумвират. С Александром Ивановым писателя свяжет многолетняя дружба. Художник становится прототипом героя обновлённого варианта повести «Портрет». В пору расцвета своих отношений с А. О. Смирновой Гоголь подарил ей акварель Иванова «Жених, выбирающий кольцо для невесты». Иордана он в шутку называл «Рафаэль первого манера» и рекомендовал его творчество всем своим знакомым. Фёдор Моллер написал в Риме в 1840 году портрет Гоголя. Кроме того, известны ещё семь портретов Гоголя, написанных Моллером.
Но более всего Гоголь ценил Иванова и его картину «Явление Мессии народу», он участвовал в создании концепции картины, принимал участие в качестве натурщика (фигура ближайшего ко Христу), хлопотал, у кого мог, о продлении для художника возможности спокойно и не торопясь работать над картиной, посвятил Иванову большую статью в «Выбранных местах из переписки с друзьями» «Исторический живописец Иванов». Гоголь способствовал обращению Иванова к написанию им жанровых акварелей и к изучению иконографии. Живописец пересмотрел соотношение высокого и комичного в своих картинах, в новых его работах появились черты юмора, ранее совершенно чуждые художнику. Ивановские акварели в свою очередь близки по жанру повести «Рим». С другой стороны Гоголь на несколько лет опередил начинания петербургской Академии художеств в области изучения древнерусской православной иконы. Наряду с А. А. Агиным и П. М. Боклевским Александр Иванов был одним из первых иллюстраторов произведений Гоголя.
В судьбе Иванова было много общего с судьбою самого Гоголя: над второю частью «Мёртвых душ» Гоголь работал так же медленно, как Иванов над своею картиною, обоих одинаково торопили со всех сторон с окончанием их работы, оба одинаково нуждались, не будучи в силах оторваться от любимого дела для постороннего заработка. И Гоголь имел в виду одинаково себя и Иванова, когда писал в своей статье: «Теперь все чувствуют нелепость упрёка в медленности и лени такому художнику, который, как труженик, сидел всю жизнь свою над работою и позабыл даже, существует ли на свете какое-нибудь наслаждение, кроме работы. С производством этой картины связалось собственное душевное дело художника, — явление, слишком редкое в мире». С другой стороны, брат А. А. Иванова архитектор Сергей Иванов свидетельствует, что А. А. Иванов «никогда не был одних мыслей с Гоголем, он с ним внутренне никогда не соглашался, но в то же время никогда с ним и не спорил». Статья Гоголя тяготила художника, опережающие похвалы, преждевременная слава сковывали его и ставили в двусмысленное положение. Несмотря на личную симпатию и общность религиозного отношения к искусству, некогда неразлучные друзья, Гоголь и Иванов, к концу жизни несколько внутренне отдаляются несмотря на то, что переписка между ними не прекращается до последних дней.

### В группе русских художников в Риме
В 1845 году Сергей Левицкий приезжает в Рим и встречается с русскими художниками и с Гоголем. Использовав приезд в Рим вице-президента русской Академии художеств графа Фёдора Толстого, Левицкий уговорил Гоголя сняться на дагеротип вместе с колонией русских художников. Затея была связана с приездом в Рим из Санкт-Петербурга Николая I. Император лично посетил пансионеров Академии художеств. Более двадцати пансионеров были вызваны в собор Святого Петра в Риме, куда после российско-итальянских переговоров прибыл Николай I в сопровождении вице-президента Академии графа Ф. П. Толстого. «Проходя от алтаря, Николай I обернулся, приветствовал лёгким наклонением головы и мгновенно окинул собравшихся своим быстрым, блестящим взглядом. „Художники Вашего величества“, — указал граф Толстой. „Говорят, гуляют шибко“, — заметил государь. „Но также и работают“, — ответил граф».
В благодарность за тёплые слова художники хотели приготовить Ф. П. Толстому невиданный для той поры подарок — групповой снимок. Собрались все на террасе мастерской французского дагеротиписта Перро. Левицкий описал впоследствии технику изготовления им пластинки, указал продолжительность выдержки, оценил качество снимка («центр группы вышел превосходно, края не совсем отчётливо»). И добавил: «Это моё первое произведение удивило всех художников». Известный русский критик Владимир Стасов сказал об этом портрете: «Какой тут богатый материал: и архитекторы, и живописцы, и скульпторы, и всякие другие, и Рим, и Россия, и — Гоголь надо всем!!!» Писатель сидит в центре композиции, его окружают художники, архитекторы и скульпторы, на полу, внизу — натурщица-итальянка Мариучча. В этой живописно расположенной группе выделяется фигура Фёдора Моллера: художник, будучи высокого роста, стоит слева от Гоголя, облачённый в тёмный плащ, с широкополой шляпой на голове, отделён фигурой акварелиста Андрея Лавеццари.
Среди изображённых — архитекторы Фёдор Эппингер, Карл Бейне, Павел Нотбек, Ипполит Монигетти, скульпторы Пётр Ставассер, Николай Рамазанов, Михаил Шурупов, живописцы Пимен Орлов, Аполлон Мокрицкий, Михаил Михайлов, Василий Штернберг. Впервые дагеротип был опубликован критиком В. В. Стасовым в журнале «Древняя и Новая Россия» за 1879 год, № 12, который так описал изображённых: «Взгляните на эти шляпы театральных „бригантов“, на плащи, будто бы необычайно картинные и величественные — какой неостроумный и неталантливый маскарад! А между тем, это всё-таки картина истинно историческая, потому что она искренно и верно передаёт целый уголок эпохи, целую главу из русской жизни, целую полосу людей, и жизней, и заблуждений». Из этой статьи известны имена сфотографированных и кто где находится. Так стараниями С. Л. Левицкого был создан единственный фотографический портрет великого писателя. Позже, в 1902 году, к 50-летию со дня смерти Гоголя, в студии другого выдающегося портретиста Карла Фишера, его изображение было выкадровано из этого группового снимка, переснято и увеличено.
В группе сфотографированных присутствует и сам Сергей Левицкий, — второй слева во втором ряду — без сюртука.

## Гипотезы о личности
Личность Гоголя привлекала внимание многих деятелей культуры и учёных. Ещё при жизни писателя о нём ходили противоречивые слухи, усугублённые его замкнутостью, склонностью к мифологизации собственной биографии и загадочной смертью, породившей множество легенд и гипотез. Среди наиболее известных — гипотеза о его гомосексуальности, а также гипотезы о смерти Гоголя.

### Основные произведения
- Мёртвые души
- Ревизор
- Женитьба
- Театральный разъезд
- Вечера на хуторе близ Диканьки
- Миргород
  - Старосветские помещики
  - Тарас Бульба
  - Вий
  - Повесть о том, как поссорился Иван Иванович с Иваном Никифоровичем
- Петербургские повести
  - Невский проспект
  - Нос
  - Портрет
  - Записки сумасшедшего
  - Шинель
  - Коляска
- Выбранные места из переписки с друзьями

### Первые издания
Далее перечислены издания сочинений Гоголя в порядке их опубликования в течение его деятельности.
- Первое собрание сочинений было подготовлено автором в 1842 году. Второе он начал готовить в 1851; закончено оно было уже его наследниками: здесь в первый раз появилась вторая часть «Мёртвых душ».
- В издании Кулиша в шести томах (1857) впервые появилось обширное собрание писем Гоголя (последние два тома).
- В издании, подготовленном Чижовым (1867), напечатаны «Выбранные места из переписки с друзьями» в полном объёме, с включением того, что в 1847 году не было пропущено цензурой.
- Десятое издание, вышедшее в 1889 году под редакцией Н. С. Тихонравова, лучшее из всех, опубликованных в XIX веке: это — научное издание с текстом, исправленным по рукописям и собственным изданиям Гоголя, и с обширными комментариями, где подробно изложена история каждого из произведений Гоголя по сохранившимся рукописям, по его переписке и иным историческим данным.
- Материал писем, собранный Кулишом, и текст сочинений Гоголя стали пополняться, особенно с 1860-х годов: «Повесть о капитане Копейкине» по рукописи, найденной в Риме («Русский архив», 1865); неизданное из «Выбранных мест» сначала в «Русском архиве» (1866), потом в издании Чижова; о комедии Гоголя «Владимир 3-й степени» — Родиславского, в «Беседах в Общества любителей российской словесности» (М., 1871).
- Исследования текстов Гоголя и его писем: статьи В. И. Шенрока в «Вестнике Европы», «Артисте», «Русской старине»; Е. С. Некрасовой в «Русской старине» и особенно комментарии Н. С. Тихонравова в 10-м издании и в особом издании «Ревизора» (М., 1886).
- О письмах есть информация в книге «Указатель к письмам Гоголя» господина Шенрока (2-е изд. — М., 1888), необходимый при чтении их в издании Кулиша, где они пересыпаны глухими, произвольно взятыми буквами вместо имён и другими цензурными умолчаниями.
- «Письма Гоголя к князю В. Ф. Одоевскому» (в «Русском архиве», 1864); «к Малиновскому» (там же, 1865); «к кн. П. А. Вяземскому» (там же, 1865, 1866, 1872); «к И. И. Дмитриеву и П. А. Плетнёву» (там же, 1866); «к Жуковскому» (там же, 1871); «к М. П. Погодину» от 1833 (не 1834; там же, 1872; полнее, чем у Кулиша, V, 174); «Записка к С. Т. Аксакову» («Русская старина», 1871, IV); письмо к актёру Сосницкому о «Ревизоре» 1846 года (там же, 1872, VI); Письма Гоголя к Максимовичу, изданные С. И. Пономарёвым и т. д.

### Современные издания
Существуют два собрания сочинений Гоголя, несущие титул Полных академических. Первое из них, вышедшее под эгидой Академии наук СССР, датировано 1937—1952 годами, пострадало из-за идеологического диктата советских властей. Названное полным, оно не включало целый ряд произведений Гоголя, не отвечающего представлениям о «демократическом писателе и критике», навязываемых коммунистическими идеологами. Не попали в Собрание книга «Размышления о Божественной Литургии», «О любви к Богу и самовоспитании» и другие тексты и заметки религиозного характера, молитвы, посвящённые жизненным событиям (в частности, на окончание первого тома «Мёртвых душ»), и многие другие тексты. Часть рукописей Гоголя были обнаружены уже после завершения работы над Собранием, например — «О тех душевных расположениях и недостатках наших, которые производят в нас смущение и мешают нам пребывать в спокойном состоянии».

## Влияние на культуру
Ещё до публикации «Мёртвых душ» Белинский признавал Гоголя первым русскоязычным писателем-реалистом и основоположником «Натуральной школы», к которой он причислял и таких молодых писателей, как Гончаров, Тургенев, Чернышевский, Некрасов и Владимир Даль. Сам Гоголь скептически относился к существованию такого направления, но старался не критиковать взгляды Белинского. Тем не менее следующее поколение русских реалистов называли Гоголя одной из выдающихся фигур мировой литературы, а Британская энциклопедия назовёт гоголевский стиль «триумфом русской иронии».
Гоголем восхищались Франц Кафка и Михаил Булгаков; последний называл Гоголя своим учителем и признавал в нём первопроходца в литературном жанре, к которому придерживался сам. Всеволод Мейерхольд в поэтапном анализе «Ревизора» охарактеризовал произведение как «комедию абсурдной ситуации», открывающую зрителям порочный мир бесконечного самообмана.
Андрей Белый считал Гоголя одним из самых выдающихся писателей в отношении языка повествования; в 1934 году Белый опубликует самое тщательное исследование литературных приёмов Гоголя, в котором он проанализировал цвета, преобладающие в творчестве Гоголя в зависимости от периода, его остранённое использование глаголов, выразительную прерывность его синтаксиса, сложные ритмические схемы предложений и многие другие особенности его творчества. На основании этой работы Владимир Набоков опубликовал краткий отчёт об особенности гоголевских произведений.
Произведения Гоголя много раз экранизировались. Композиторы сочиняли оперы и балеты по его произведениям. Помимо этого, Гоголь сам становился героем фильмов и других художественных произведений.
Наиболее известны:
- фильм «Вечера на хуторе близ Диканьки» (1961, восстановлен в 1970-м). Сценарий и постановка А. Роу по повести «Ночь перед Рождеством»;
- сериал «Н. В. Гоголь. Мёртвые души. Поэма» (1984). Автор сценария и режиссёр-постановщик М. Швейцер.

По мотивам романа «Вечера на хуторе близ Диканьки» компания Step Creative Group выпустила два квеста: «Вечера на хуторе близ Диканьки» (2005) и «Вечер накануне Ивана Купала» (2006).

Первой игрой по повести Гоголя стала «Вий: История, рассказанная заново» (2004).
На Украине проводится ежегодный мультидисциплинарный фестиваль современного искусства Гогольfest, названный в честь писателя.
Фамилия писателя отразилась в названии музыкальной группы Gogol Bordello, лидер которой, Евгений Гудзь, является выходцем с Украины.

## Память
Именем Николая Гоголя названы улицы и учебные заведения во многих городах России, Украины и других стран. В честь Гоголя выпущено несколько марок и памятных монет. Более 15 памятников писателю установлены в различных городах мира. Ему также посвящено несколько документальных и игровых фильмов.